# Amery (Wisconsin)
Amery ist eine Gemeinde (mit dem Status „City“) im Polk County im US-amerikanischen Bundesstaat Wisconsin. Das U.S. Census Bureau ermittelte bei der Volkszählung 2020 eine Einwohnerzahl von 2962.

## Geografie
Amery liegt im Nordwesten Wisconsins, rund 30 km östlich des St. Croix River. Dieser bildet die Grenze Wisconsins zu Minnesota und mündet rund 90 km südwestlich von Amery in den Mississippi.
Die geografischen Koordinaten von Amery sind 45°18′25″ nördlicher Breite und 92°21′44″ westlicher Länge. Das Stadtgebiet erstreckt sich über eine Fläche von 9,35 km², die sich auf 7,67 km² Land- und 1,68 km² Wasserfläche verteilen. Die Stadt wird von der Town of Lincoln im Norden und der Town of Black Brook im Süden umgeben, ohne einer davon anzugehören.
Nachbarorte von Amery sind Turtle Lake (25,3 km nordöstlich), Clayton (16,5 km östlich), Clear Lake (13 km südöstlich), Deer Park (14 km südsüdwestlich), Star Prairie (24,3 km südwestlich) und Balsam Lake (23 km nordwestlich).
Die nächstgelegenen größeren Städte sind die Twin Cities (Minneapolis und Saint Paul) in Minnesota (90 km südwestlich), Duluth am Oberen See in Minnesota (192 km nördlich), Eau Claire (113 km südöstlich) und Rochester in Minnesota (169 km südlich). Wisconsins Hauptstadt Madison liegt 403 km südöstlich.

## Verkehr
Der Wisconsin State Highway 46 führt als Hauptstraße in Nord-Süd-Richtung durch Amery. Der U.S. Highway 8 verläuft rund 10 km nördlich in West-Ost-Richtung an Amery vorbei. Alle weiteren Straßen sind untergeordnete Landstraßen, teils unbefestigte Fahrwege oder innerörtliche Verbindungsstraßen.
In West-Ost-Richtung führt der Stower Seven Lakes State Trail durch das Stadtgebiet, ein auf der Trasse einer ehemaligen Eisenbahnstrecke verlaufender Rail Trail für Wanderer und Radfahrer. Im Winter kann der Wanderweg auch mit Langlaufski befahren werden.
Mit dem Amery Municipal Airport liegt im südlichen Stadtgebiet von Amery ein kleiner Flugplatz. Der nächste Großflughafen ist der Minneapolis-Saint Paul International Airport (110 km südwestlich).

## Bevölkerung
Nach der Volkszählung im Jahr 2010 lebten in Amery 2902 Menschen in 1286 Haushalten. Die Bevölkerungsdichte betrug 378,4 Einwohner pro Quadratkilometer. In den 1286 Haushalten lebten statistisch je 2,14 Personen.
Ethnisch betrachtet setzte sich die Bevölkerung zusammen aus 97,3 Prozent Weißen, 0,1 Prozent Afroamerikanern, 0,8 Prozent amerikanischen Ureinwohnern, 0,3 Prozent Asiaten, 0,1 Prozent Polynesiern sowie 0,4 Prozent aus anderen ethnischen Gruppen; 0,9 Prozent stammten von zwei oder mehr Ethnien ab. Unabhängig von der ethnischen Zugehörigkeit waren 2,2 Prozent der Bevölkerung spanischer oder lateinamerikanischer Abstammung.
22,9 Prozent der Bevölkerung waren unter 18 Jahre alt, 49,5 Prozent waren zwischen 18 und 64 und 27,6 Prozent waren 65 Jahre oder älter. 55,4 Prozent der Bevölkerung waren weiblich.
Das mittlere jährliche Einkommen eines Haushalts lag bei 40.963 USD. Das Pro-Kopf-Einkommen betrug 23.486 USD. 5,8 Prozent der Einwohner lebten unterhalb der Armutsgrenze.

## Persönlichkeiten
- Robert L. Shafer (* 1932) – Jurist und Diplomat – geboren und aufgewachsen in Amery
- Alicia Monson (* 1998), Langstreckenläuferin